# Experimentación con roedores

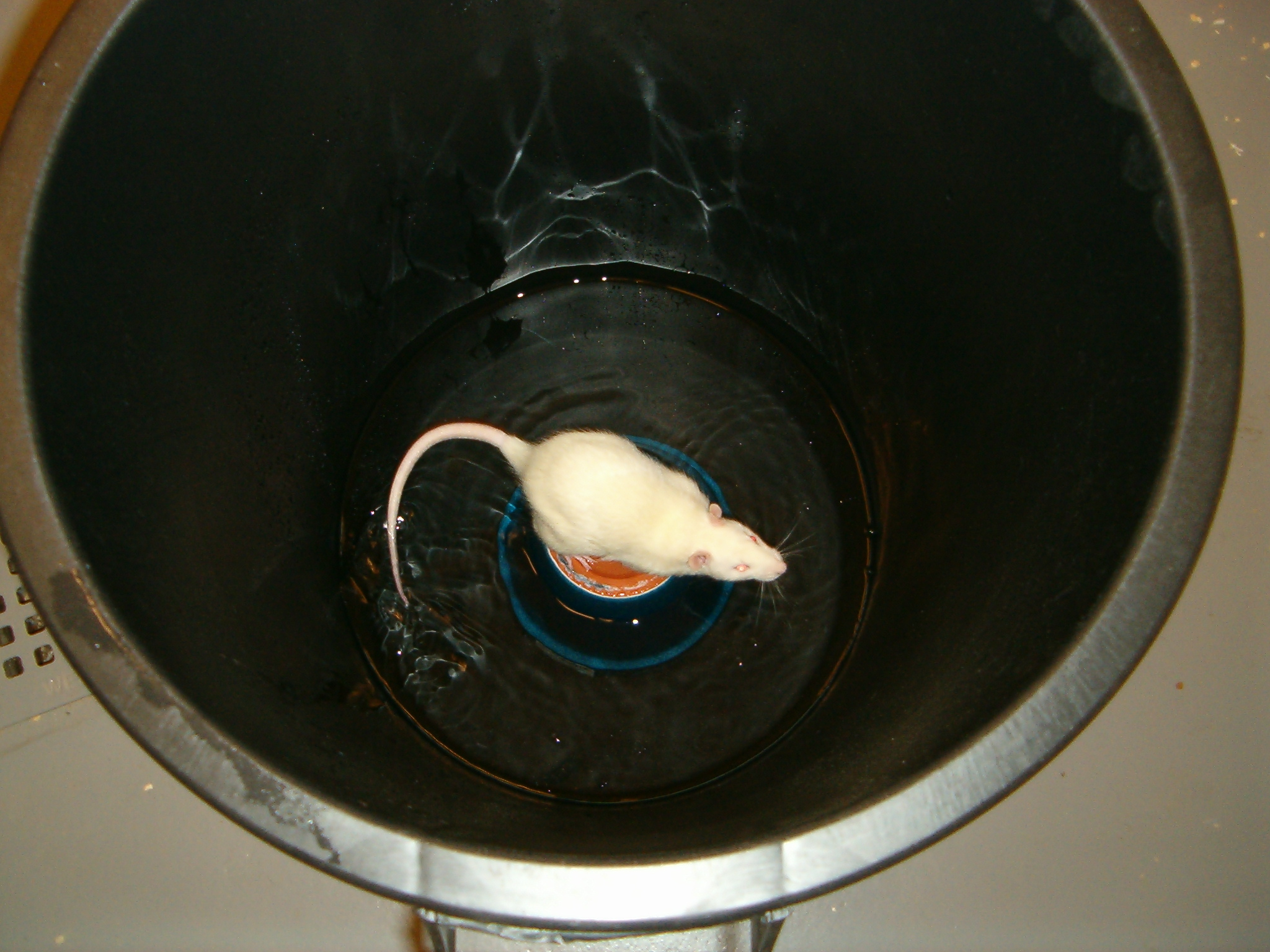
Ratón en un experimento de privación del sueño.

Los roedores se han utilizado en experimentos biomédicos desde la década de 1650. En la actualidad, en la experimentación con animales se utilizan habitualmente roedores, en particular ratones y ratas, pero también cobayas, hámsteres, jerbos y otros. Los ratones son la especie de vertebrado más utilizada, debido a su disponibilidad, tamaño, bajo costo, facilidad de manejo y rápida tasa de reproducción.

## Estadística
En el Reino Unido, en 2015, hubo 3,33 millones de procedimientos en roedores (80% del total de procedimientos ese año). Las especies más comúnmente utilizadas fueron ratones (3,03 millones de procedimientos, o 73% del total) y ratas (268.522, o 6,5%). Otras especies de roedores incluyeron cobayas (21.831 / 0,7%), hámsteres (1.500 / 0,04%) y jerbos (278 / 0,01%). 
En Estados Unidos no se informa sobre el número de ratas y ratones utilizados, pero las estimaciones varían entre alrededor de 11 millones y aproximadamente 100 millones. En 2000, la División de Investigación Federal de la Biblioteca del Congreso publicó los resultados de un análisis de su base de datos de ratas, ratones y aves: investigadores, criadores, transportistas y expositores.

En la base de datos se enumeran más de 2000 organizaciones de investigación, de las cuales aproximadamente 500 fueron investigadas y, de ellas, 100 fueron contactadas directamente por el personal del FRD. Estas organizaciones incluyen hospitales, organizaciones gubernamentales, empresas privadas (compañías farmacéuticas, etc.), universidades/institutos, algunas escuelas secundarias e institutos de investigación. De estas 2000, aproximadamente 960 están reguladas por el USDA; 349 por el NIH; y 560 acreditadas por la AALAC. Aproximadamente el 50 por ciento de las organizaciones contactadas revelaron un número específico o aproximado de animales en sus laboratorios. El número total de animales de esas organizaciones es: 250 000–1 000 000 ratas; 400 000–2 000 000 ratones; y 130 000–900 000 aves.

## Tipos de roedores

### Ratones
Los ratones son la especie de vertebrado más utilizada, populares debido a su disponibilidad, tamaño, bajo costo, facilidad de manejo y rápida tasa de reproducción. Los ratones alcanzan rápidamente la madurez sexual y la gestación, mientras que los de laboratorio pueden tener una nueva generación cada tres semanas y una vida útil relativamente corta de dos años.
Se les considera ampliamente el modelo principal de enfermedad humana hereditaria y comparten el 99% de sus genes con los humanos. Con el advenimiento de la tecnología de ingeniería genética, se pueden generar ratones modificados genéticamente a pedido y pueden costar cientos de dólares cada uno.
La producción de animales transgénicos consiste en inyectar cada construcción en 300 a 350 huevos, lo que normalmente representa tres días de trabajo. De esta cantidad de huevos inyectados nacerán normalmente entre veinte y cincuenta ratones. Estos animales se examinan para detectar la presencia del transgén mediante un ensayo de genotipificación mediante reacción en cadena de la polimerasa. El número de animales transgénicos suele variar entre dos y ocho.
La producción de ratones quiméricos consiste en inyectar células madre embrionarias proporcionadas por el investigador en 150-175 blastocistos, lo que representa tres días de trabajo. De esta cantidad de blastocistos inyectados nacen normalmente entre treinta y cincuenta ratones vivos. Normalmente, el color de la piel de los ratones de los que se derivan los blastocistos hospedadores es diferente al de la cepa utilizada para producir las células madre embrionarias. Por lo general, entre dos y seis ratones tendrán piel y pelo con una contribución de células madre embrionarias superior al setenta por ciento, lo que indica una buena probabilidad de contribución de células madre embrionarias a la línea germinal.

### Hámsteres sirios
Los hámsteres dorados o sirios (Mesocricetus auratus) se utilizan para modelar las condiciones médicas humanas, incluidos varios tipos de cáncer, enfermedades metabólicas, enfermedades respiratorias no cancerosas, enfermedades cardiovasculares, enfermedades infecciosas y problemas de salud generales.Entre 2006 y 2007, los hámsteres sirios representaron el 19% del total de participantes en investigaciones con animales en los Estados Unidos.

### Ratas
Los roedores, como las ratas, son el modelo más común en la investigación de los efectos de las enfermedades cardiovasculares, ya que los efectos en los roedores imitan los de los humanos. Las ratas también se han utilizado como herramientas en la investigación para tratar de encontrar si hay una diferencia en los efectos de la cocaína en adultos versus adolescentes.

## Limitaciones
Si bien los ratones, las ratas y otros roedores son, con diferencia, los animales más utilizados en la investigación biomédica, estudios recientes han puesto de relieve sus limitaciones. Por ejemplo, varios investigadores han puesto en duda la utilidad del uso de roedores para detectar sepsis, quemaduras,accidente cerebrovascular, esclerosis lateral amiotrófica, Alzheimer, diabetes, cáncer, esclerosis múltiple, enfermedad de Parkinsony otras enfermedades. En lo que respecta a los experimentos con ratones en particular, algunos investigadores se han quejado de que "se han desperdiciado años y miles de millones de dólares siguiendo pistas falsas" como resultado de la preocupación por el uso de estos animales en estudios.
Los ratones se diferencian de los humanos en varias propiedades inmunes: los ratones son más resistentes a algunas toxinas que los humanos; tienen una fracción total de neutrófilos más baja en la sangre, una capacidad enzimática de neutrófilos más baja, una menor actividad del sistema del complemento y un conjunto diferente de pentraxinas involucradas en el proceso inflamatorio; y carecen de genes para componentes importantes del sistema inmunológico, como IL-8, IL-37, TLR10, ICAM-3, etc.Los ratones de laboratorio criados en condiciones libres de patógenos específicos (SPF) generalmente tienen un sistema inmunológico bastante inmaduro con un déficit de células T de memoria. Estos ratones pueden tener una diversidad limitada de la microbiota, lo que afecta directamente al sistema inmune y al desarrollo de condiciones patológicas. Además, las infecciones virales persistentes (por ejemplo, los herpesvirus) se activan en humanos, pero no en ratones SPF, con complicaciones sépticas y pueden cambiar la resistencia a las coinfecciones bacterianas. Los ratones "sucios" posiblemente sean más adecuados para imitar patologías humanas. Además, en la gran mayoría de los estudios se utilizan cepas de ratones endogámicos, mientras que la población humana es heterogénea, lo que indica la importancia de los estudios en ratones híbridos entre cepas, exogámicos y no lineales.
Un artículo en The Scientist señala: "Las dificultades asociadas con el uso de modelos animales para enfermedades humanas resultan de las diferencias metabólicas, anatómicas y celulares entre los humanos y otras criaturas, pero los problemas son incluso más profundos que eso", e incluyen cuestiones con el diseño y la ejecución de las pruebas mismas.
Por ejemplo, los investigadores han descubierto que muchas ratas y ratones en laboratorios son obesos debido al exceso de comida y al mínimo ejercicio, lo que altera su fisiología y el metabolismo de los medicamentos. Muchos animales de laboratorio, incluidos ratones y ratas, sufren estrés crónico, lo que también puede afectar negativamente los resultados de la investigación y la capacidad de extrapolar con precisión los hallazgos a los seres humanos. Los investigadores también han observado que muchos estudios realizados con ratones, ratas y otros roedores están mal diseñados, lo que conduce a resultados cuestionables.Una explicación de las deficiencias en los estudios sobre roedores alojados en jaulas de laboratorio es que carecen de acceso a la acción ambiental y, por lo tanto, de la libertad constante para tomar decisiones y experimentar sus consecuencias. Al alojar a los roedores en condiciones de extrema pobreza, estos animales cautivos tienen un parecido reducido con los humanos o sus congéneres salvajes.
Algunos estudios sugieren que la publicación inadecuada de datos sobre pruebas con animales puede dar lugar a investigaciones irreproducibles, con detalles faltantes sobre cómo se realizan los experimentos omitidos en los artículos publicados o diferencias en las pruebas que pueden introducir sesgos. Algunos ejemplos de sesgo oculto incluyen un estudio de 2014 de la Universidad McGill en Montreal, Canadá, que sugiere que los ratones manipulados por hombres en lugar de mujeres mostraron niveles más altos de estrés. Otro estudio de 2016 sugirió que los microbiomas intestinales en ratones pueden tener un impacto en la investigación científica.